# Phreatogammarus waipoua
Phreatogammarus waipoua is een vlokreeftensoort uit de familie van de Phreatogammaridae. De wetenschappelijke naam van de soort is voor het eerst geldig gepubliceerd in 2003 door Chapman.